# Thierry Bettas-Bégalin
Thierry Bettas-Bégalin (...) è un produttore cinematografico francese.

## Filmografia

### Produttore
- Hotel Chevalier (2007)

### Direttore di produzione
- Train de vie - Un treno per vivere (Train de vie) (2008)